# Квитневое (Волынская область)
Квитневое (укр. Квітневе) — село в Доросиневской сельской общине Луцкого района Волынской области Украине.
До 2020 года входило в Рожищенский район.
Код КОАТУУ — 0724587202. Население по переписи 2001 года составляет 475 человек. Почтовый индекс — 45131. Телефонный код — 3368. Занимает площадь 16,67 км².